# Ceratocanthus vicarius
Ceratocanthus vicarius is een keversoort uit de familie Hybosoridae. De wetenschappelijke naam van de soort is voor het eerst geldig gepubliceerd in 1887 door Bates.